# 9.0: Live
9.0: Live — первый концертный альбом американской ню-метал-группы Slipknot, выпущенный в 2005 году.
Диск был записан c разных концертов сыгранных в Токио, Осаке, Сингапуре и Лас-Вегасе. В альбоме звучат песни из всех трёх полноценных альбомов группы, а также некоторые редкие песни, такие как Eeyore, Get This и Purity. Также на диске можно услышать никогда ранее не играную в живую песню из альбома Iowa Skin Ticket.
В поддержку альбома был выпущен клип на концертную запись песни The Nameless.

## Отзывы
| Оценки критиков | Оценки критиков |
| Источник        | Оценка          |
| --------------- | --------------- |
| AllMusic        | [ 1 ]           |
| Blabbermouth    | 8/10            |
| musicOMH        | favorable       |
| PopMatters      | 7/10            |
| Revolver        | favorable       |
| Rolling Stone   | [ 6 ]           |

Отзывы критиков о 9.0: Live были преимущественно позитивными. Обозреватель Allmusic, Джонни Лофтус отметил особые отношения фанатов и самих Slipknot объединяющих все выступления на альбоме. Также он сказал что "на протяжении истории своего существования группа никогда не шла на компромисс и стала «образцовыми метал-звездами, благодаря неустанным гастролям, значительной фанатской поддержке, и написанию по-настоящему брутальных песен». Кристиан Хоард из Rolling Stonés сравнил концертный звук группы с «новой школой Motörhead», добавив что их «злобный рэп-метал, который раскатывает слушателя серьёзными риффами и скоростными панковскими ударными». However, he noted the songs sounded similar to their recorded performances; Hoard called it the «songs' samey-ness». Адриен Бегранд из PopMatters назвал 9.0: Live «достойным концертным альбомом» и похвалил группу за обретенный успех «добытый по-старинке: построенный на сильной репутации с помощью чрезвычайно мощных живых выступлений». Бегранд также отметил «невероятно преданных поклонников» как ещё одну сильную сторону коллектива, назвав их «самыми неистовыми фанатами сравнимыми разве что с фанатами Metallica два десятилетия назад». Однако, он пожаловался на то что в сборник были включены песни с разных концертов в разных местах, а не с одного выступления. Том Дэй из musicOMH писал что «Before I Forget» является «настоящей жемчужиной, отточенной до высшего уровня разрушительности, не позволяющей вам не завидовать если вы не были на концерте», а также что Джои Джордисон занимает «центральное место» на протяжении выступления. Блэр Фишер из Chicago Tribune дал альбому «три уровня громкости», написав, что группа обладает «удивительным навыком, оказывающим повреждения мозга от ярости исполнения» Криста Титус из Billboard охарактеризовал альбом как «непреодолимое безумие ярости звука». Titus predicted the album would chart highly..
Некоторые критики отмечали что альбом не будет выглядеть привлекательным для людей, незнакомых с группой. Сол Аустерлиц изThe Boston Globe писал что альбом предназначен «в первую очередь для оголтелых фанатов группы», добавив также что люди не интересующиеся Slipknot вероятно «сочтут прослушивание 9.0: Live за попадание в голову грязных, неразличимых песен, перемежающихся воплями обывателей о идиотизме СМИ […] игнорирующих и оскорбляющих их».
9.0: Live дебютировал под 17 номером в чарте Billboard 200. За первую неделю было продано 42 000 копий экземпляров, что позволило 9.0: Live дебютировать под 17 номером в чарте Billboard 200. Альбом также попал в топ-50 в пяти других странах.9 декабре 2005 года Американская ассоциация звукозаписывающих компаний сертифицировала 9.0: Live как «золотой» в США.

## Список композиций
Диск 1:
1. «The Blister Exists» — 6:24
2. «(sic)» — 3:52
3. «Disasterpiece» — 6:47
4. «Before I Forget» — 4:24
5. «Left Behind» — 3:44
6. «Liberate» — 3:48
7. «Vermilion» — 5:56
8. «Pulse of the Maggots» — 5:06
9. «Purity» — 5:12
10. «Eyeless» — 4:19
11. «Drum Solo» — 3:58
12. «Eeyore» — 2:16

Диск 2:
1. «Three Nil» — 5:03
2. «The Nameless» — 5:28
3. «Skin Ticket» — 6:03
4. «Everything Ends» — 5:03
5. «The Heretic Anthem» — 4:08
6. «Iowa» — 6:37
7. «Duality» — 6:07
8. «Spit It Out» — 5:29
9. «People = Shit» — 5:53
10. «Get This» — 2:44
11. «Wait and Bleed» — 3:44
12. «Surfacing» — 5:50

## Чарты
| Чарт(2005)                      | Позиция |
| ------------------------------- | ------- |
| Australian Albums Charts        | 26      |
| Austrian Albums Chart           | 18      |
| Belgium Albums Chart (Flanders) | 53      |
| Belgium Albums Chart (Wallonia) | 61      |
| Dutch Albums Charts             | 71      |
| French Albums Chart             | 41      |
| German Albums Chart             | 24      |
| Irish Albums Chart              | 56      |
| Japanese Albums Chart           | 23      |
| Swedish Albums Chart            | 40      |
| Swiss Albums Chart              | 43      |
| UK Albums Chart                 | 53      |
| US Billboard 200                | 17      |